# Hogans Corner
Hogans Corner es un lugar designado por el censo ubicado en el condado de Grays Harbor en el estado estadounidense de Washington. En el año 2010 tenía una población de 85 habitantes.

## Geografía
Hogans Corner se encuentra ubicado en las coordenadas 47°2′29″N 124°9′21″O / 47.04139, -124.15583.